# David Swinson Maynard

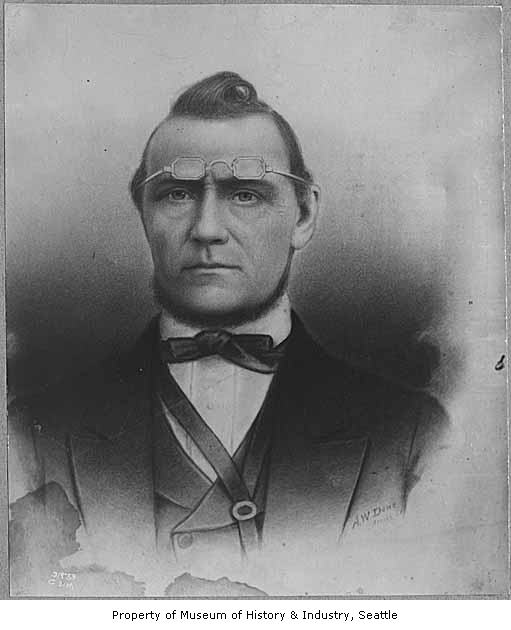
David Swinson Maynard

David Swinson „Doc“ Maynard (* 22. März 1808 in Castleton, Vermont; † 13. März 1873 in Seattle) war ein US-amerikanischer Pionier und Arzt sowie Begründer der Stadt Seattle. Seine Freundschaft mit Häuptling Seattle war für die Frühzeit der Stadtgründung Seattles sehr wichtig. Maynard schlug vor, die Stadt nach dem Indianer zu benennen. Maynard war der erste Arzt in Seattle, ein wichtiger Händler, Indianervermittler, Friedensrichter und handelte 1855 den Vertrag von Point Elliott aus.

## Biographie
Maynard stammte aus Castleton in Vermont. Er studierte Medizin an der Castleton Medical School. 1828 heiratete er Lydia A. Rickey; mit der er eine Tochter und einen Sohn hatte. Laut Gerichtsprotokollen bemerkte er schon 1841, dass sie ihm nicht treu war, aber er blieb dennoch mit ihr bis 1850 zusammen.
1832 zog die Familie nach Cleveland, Ohio, damals ein Städtchen mit 500 Einwohnern. Er gewann und verlor kleinere Vermögen mit verschiedenen Spekulationen und mit einer medizinischen Schule, die in der Wirtschaftskrise von 1837 zugrunde ging. Maynard verließ Cleveland 1850 alleine. Lydia legte Scheidungsklage ein, aber vollzog die Scheidung rechtlich nie vollständig.
Maynard fuhr nach St. Louis und weiter nach Kalifornien. Während einer Choleraepidemie übernahm er die Führung eines kleinen Trecks und gelangte nach Puget Sound. Er verliebte sich in die Witwe Catherine Troutman Broshears (* 19. Juni 1816; † 20. Oktober 1906), deren Bruder Mike ihnen aber die Heirat untersagte.
Maynard beteiligte sich an Holzfällercamps im Umfeld. Anstatt das Holz lokal zu verkaufen, mietete er von dem Kapitän Felker ein Schiff mit dem Holz als Sicherheit und verkaufte es für den zehnfachen Preis in San Francisco. Damit baute er einen Laden auf und geriet damit in Konkurrenz zu seinem Schwager. Dieser erlaubte nun die Heirat unter der Bedingung, das Geschäft zusammenzulegen und dass etwas wegen Maynards erster Ehe unternommen wurde.
Doc Maynard unterschied sich wesentlich zu den anderen Gründern, insbesondere William Nathaniel Bell, Arthur Denny, David Denny, Henry Yesler, und Carson Boren. Unter anderem war er kein Feind des Alkohols und beanstandete auch nicht, dass sein Freund Captain Felker ein Hotel, das Felker House, mit inbegriffenem Bordell begründete, sondern stellte ihm dafür sogar den Grund und Boden zur Verfügung. Mit der Betreiberin Mother Damnable stand er auf gutem Fuße. Seine politischen Fähigkeiten und seine guten Beziehungen zu einzelnen Indianern halfen die Stadt im Wesentlichen aus dem Puget-Sound-Krieg herauszuhalten. Dabei kam es nur 1856 zu einem kurzen Gefecht um die Stadt.
Maynard überzeugte die Regierung des Oregon Territory ein eigenes Washington Territory auszuweisen und erhielt dabei unter anderem seine Scheidung bestätigt. Nachdem der einzige Jurist der Stadt bei einer Kanufahrt ertrunken war, studierte Maynard Recht und wurde als Anwalt zugelassen.
Zum Ende seines Lebens hin verkaufte seine Exfrau ihre Rechte an seinem Vermögen an einen Dritten, der prompt Maynard selbst verklagte. Als Lydia in Seattle zugunsten Maynards aussagte, wurde sie bei David und Catherine freundlich aufgenommen und blieb dort. Bill Speidel beschrieb Maynard als den einzigen Mann in Seattle, der gelegentlich mit zwei Frauen, eine an jeder Seite, durch die Stadt spazierte. Maynard war vermögend, wurde aber nicht so reich wie andere seiner Zeitgenossen.